# I Married a Woman

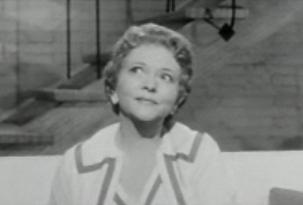
Jessie Royce Landis em outra cena do trailer do filme

I Married a Woman (Brasil: A Vênus de Carne) é um filme norte-americano de 1958, do gênero comédia romântica, dirigido por Hal Kanter e estrelado por George Gobel e Diana Dors.

## A produção
O filme foi produzido pela Gomalco, companhia de George Gobel, um comediante famoso na televisão com seu The George Gobel Show, que durou seis temporadas. Gobel, porém, não foi bem sucedido no cinema. No mesmo ano, ele estrelou outra comédia, The Birds and the Bees, tão malvista pela crítica quanto I Married a Woman. Com isso, ele desistiu da tela grande[carece de fontes?].
I Married a Woman foi todo filmado em preto e branco, exceto uma sequência com John Wayne (não creditado, como ele mesmo), feita em Technicolor. Quem também aparece rapidamente é uma jovem Angie Dickinson[carece de fontes?].
A distribuição nos EUA ficou a cargo da Universal, tendo em vista que a RKO, coprodutora da película, abrira falência.

## Sinopse
O publicitário Mickey Briggs casa-se com a Miss Luxemburgo, mas a pressão do chefe Frederick Sutton faz com ele dê mais atenção ao trabalho que à esposa, o que coloca a união em risco. Agora, Mickey precisa pensar em algo que traga a moça de volta a seus braços.

## Elenco
| Ator/Atriz          | Personagem         |
| ------------------- | ------------------ |
| George Gobel        | Mickey Briggs      |
| Diana Dors          | Janice Briggs      |
| Adolphe Menjou      | Frederick Sutton   |
| Jessie Royce Landis | Mãe de Janice      |
| Nita Talbot         | Senhorita Anderson |
| William Redfield    | Ascensorista       |
| Stephen Dunne       | Bob Sanders        |
| John McGiver        | Girard             |
| Jack Mulhall        | Não-creditado      |